# Златна обала (француски департман)
Златна обала (фр. Côte-d'Or) департман је у централној Француској. Припада региону Бургоња, а главни град департмана (префектура) је Дижон. Департман Златна обала је означен редним бројем 21. Његова површина износи 8.763 км². По подацима из 2010. године у департману Златна обала је живело 524.358 становника, а густина насељености је износила 60 становника по км².
Овај департман је административно подељен на:
- 3 округа
- 43 кантона и
- 707 општина.

## Демографија
| 1999.   | 2011.   |
| ------- | ------- |
| 506.755 | 525.931 |